# Claus Koepcke
Claus Koepcke (auch Köpcke, * 28. Oktober 1831 in Borstel; † 21. November 1911 in Dresden) war ein deutscher Bauingenieur und Hochschullehrer.

## Leben und Wirken

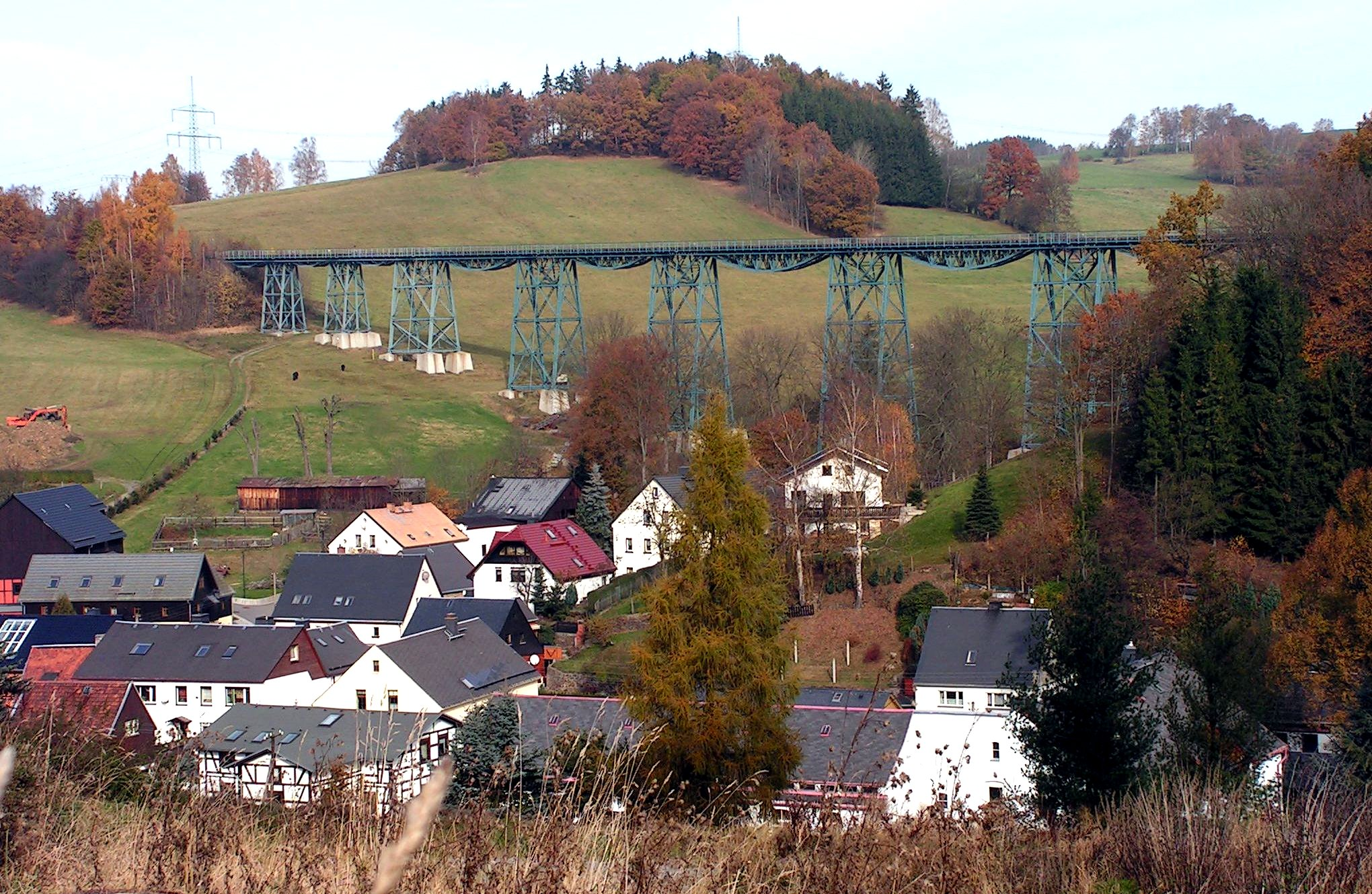
Das Markersbacher Viadukt wurde 1888–89 unter Leitung Köpckes errichtet

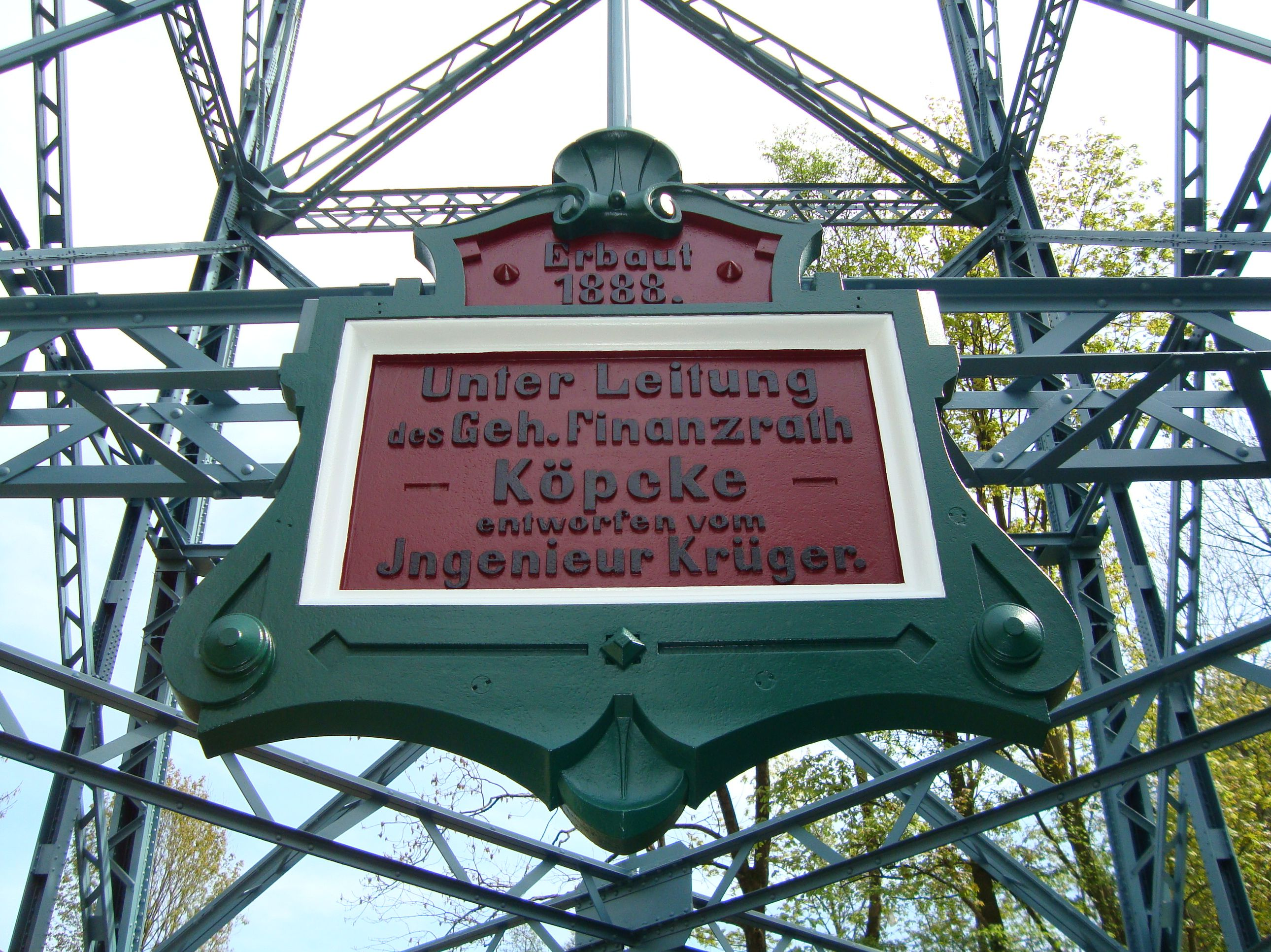
Tafel am Mittelpfeiler des Markersbacher Viadukts

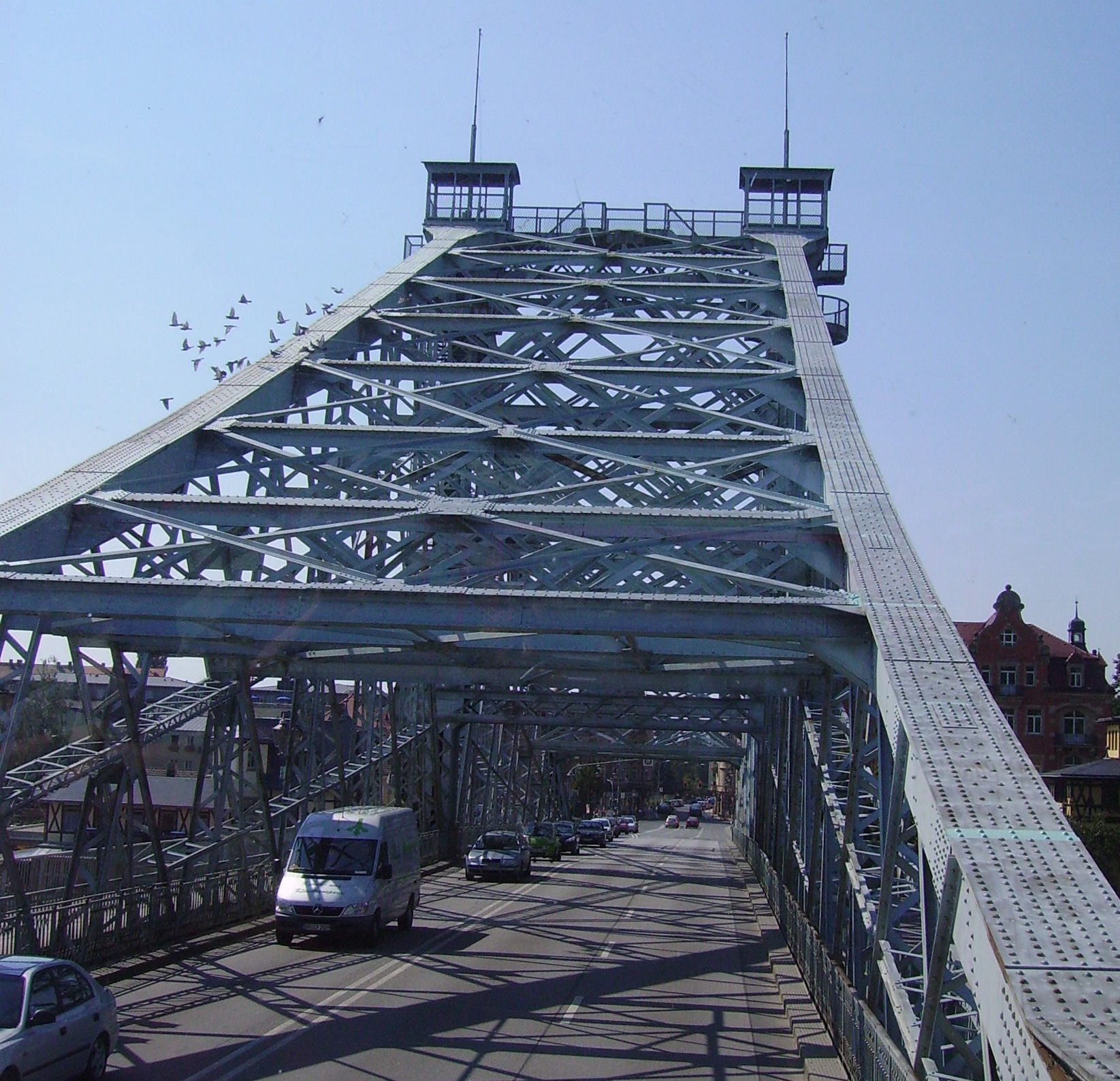
Das Blaue Wunder in Dresden errichtete er 1893

Das Oschütztalviadukt in Weida, errichtet 1884

Claus Koepcke wurde am 28. Oktober 1831 in Borstel, heute Ortsteil von Jork (Altes Land), als Sohn eines Elbschiffers geboren. Von 1848 bis 1853 studierte er an der Polytechnischen Schule in Hannover und legte dort die Staatsprüfung für Ingenieurwesen und Architektur ab.
Erste Tätigkeiten waren Hafen- und Speicherbauten in Harburg. Ab 1863 war er bei der Hannoverschen Staatsbahn tätig, zuerst als Hilfsarbeiter, schon zwei Jahre später als Baudirektor. Seine steile Karriere führte ihn 1868 nach Berlin ins Preußische Handelsministerium, wo er als Regierungsrat im „Technischen Bureau“ beschäftigt war. Nur ein Jahr später wurde er 1869 als Professor für Eisenbahn-, Wasser- und Brückenbau an das Polytechnikum in Dresden berufen. Er war dort Nachfolger von Johann Andreas Schubert, dem Erbauer der ersten deutschen Dampflokomotive sowie der Elstertalbrücke und der Göltzschtalbrücke. Gleichfalls erhielt er als Schuberts Nachfolger die Stelle als Technischer Beirat des Finanzministeriums.
Ab 1872 war Koepcke im Sächsischen Finanzministerium für den Ausbau des Eisenbahnwesens verantwortlich. Als Geheimer Finanzrat und Vortragender Rat trug er wesentliche Verantwortung für die Entwicklung der sächsischen Schmalspurbahnen. Unter seiner Leitung entstanden mehrere wichtige Brücken: die Elbbrücke in Riesa 1878, die erste Pendelpfeilerbrücke Deutschlands – das Oschütztalviadukt im thüringischen Weida 1884, das Markersbacher Viadukt von 1888 bis 1889, das Blaue Wunder zwischen den Dresdner Vororten Loschwitz und Blasewitz 1893 und die Eisenbahnbrücke neben der Marienbrücke in Dresden von 1898 bis 1900. Auch an der Umgestaltung des Dresdner Hauptbahnhofs mit der Hallenkonstruktion war er von 1892 bis 1898 beteiligt. Am 24. Juni 1893 erhielt Koepcke in Österreich ein Erfinderpatent auf ein Sandgleis zum Anhalten von Eisenbahnfahrzeugen und am 5. Februar 1895 ein Erfinderpatent auf verbesserte Schienenstoßverbindungen.
Koepcke beschäftigte sich mit den baukonstruktiven Problemen bei Hängebrücken (Beherrschung des Schwingungsverhaltens durch Versteifung und Einsatz von Federgelenken und Schwingungsdämpfern, den „Brückenbremsen“) und machte sich Gedanken über Schwingungen in Glockenstühlen. „Dieses reiche Maß an Arbeit konnte nur von einem Manne geleistet werden, der neben dem Drang nach wissenschaftlichem Erkennen jene eiserne Willensfestigkeit besaß, die Köpckes hervorstechendster Wesenszug war: Hindernisse und Schwierigkeiten gab es für ihn nicht“, heißt es in einem Nachruf auf Koepcke.
Koepckes Wirken wurde schon zu Lebzeiten gewürdigt: 1893 erfolgte die Ernennung zum Geheimen Rat. 1901 erhielt er des Doktor-Ingenieur ehrenhalber der Technischen Hochschule Hannover. Kurz vor seinem Tode verlieh ihm das Land Sachsen für seine Verdienste noch die Titel „Wirklicher Geheimer Rat“ in Verbindung mit „Exzellenz“.
Claus Koepcke schied 1903 als Ministerialdirigent aus dem Staatsdienst aus. Er starb am 21. November 1911 in Dresden und wurde im Urnenhain Tolkewitz beigesetzt.

## Gedenken
Seit 2003 verleiht der Verein zur Förderung Sächsischer Schmalspurbahnen e. V. den Claus-Köpcke-Preis in mehreren Kategorien. Ausgezeichnet werden Vereine und Organisationen, die sich um den Erhalt und die Weiterentwicklung der sächsischen Schmalspurbahnen und deren Geschichte verdient gemacht haben. An der TU Dresden ist das zur Professur für Straßenbau gehörende Straßenbaulabor Claus-Köpcke-Labor benannt worden.
Die Köpckestraße im Dresdner Stadtteil Innere Neustadt (seit 1946) sowie die Claus-Köpcke-Straße in Jork (seit 2025) sind nach Claus Koepcke benannt.